# 牧野康満
牧野 康満（まきの やすみつ、享保17年10月12日（1732年11月29日） - 享和元年7月18日（1801年8月26日））は、信濃小諸藩の第3代藩主。越後長岡藩分家牧野家5代。
第2代藩主牧野康周の長男。母は大和田氏。正室は牧野貞通の娘・八千子。官位は従五位下、遠江守。子は牧野康陛（長男）、大井満捷（次男）、神保康布（三男）、金森康隆（四男）、細井正房（五男）、牧野康済（六男）、牧野康強（七男）、娘（牧野成融正室）、娘（松平信睦正室のち浅野長致継室）、娘（大嶋義順室）、娘（諏訪頼保継々室のち高木正雄室）、娘（大屋明矩室のち秋鹿周朝室）。
享保17年（1732年）、小諸で生まれる。幼名は大助。延享3年（1746年）8月27日に世子となる。寛延2年（1749年）12月18日に叙任する。宝暦8年（1758年）、父の死去により跡を継いだ。宝暦12年（1762年）12月9日には奏者番となり、天明4年（1784年）9月まで務めた。同年12月22日、長男の康陛に家督を譲って隠居し、酔月城華紅と号した。その後は俳句や絵画で才能を発揮している。享和元年（1801年）7月18日、70歳で江戸にて死去した。

## 系譜
父母
- 牧野康周（父）
- 大和田氏 - 側室（母）

正室
- 牧野八千子 - 牧野貞通の娘

子女
- 牧野康陛（長男）
- 大井満捷（次男）
- 神保康布（三男）
- 金森康隆（四男）
- 細井正房（五男）
- 牧野康済（六男）
- 牧野康強（七男）
- 牧野成融正室
- 松平信睦正室、のち浅野長致継室
- 大嶋義順室
- 諏訪頼保継々室、のち高木正雄室
- 大屋明矩室、のち秋鹿周朝室